# Corethromyces cryptobii
Corethromyces cryptobii är en svampart som beskrevs av Thaxt. 1892. Corethromyces cryptobii ingår i släktet Corethromyces och familjen Laboulbeniaceae.   Inga underarter finns listade i Catalogue of Life.